# La dolce vita
La dolce vita è un film del 1960 diretto da Federico Fellini e interpretato da Marcello Mastroianni e Anita Ekberg. 
Ritenuto uno dei capolavori del regista e tra i più celebri della storia del cinema, ha ottenuto 4 candidature e vinto un Premio Oscar. Vinse la Palma d'oro al 13º Festival di Cannes e una serie di altri premi. La produzione fu molto travagliata a causa dei contrasti tra Fellini e i produttori Angelo Rizzoli e Giuseppe Amato. Il film costò 800 milioni di lire e in sei mesi furono girati circa 92.000 metri di pellicola, che nell'edizione definitiva sono ridotti a 5.000. Ne furono montate 4 ore poi ridotte a 3 con dei tagli e, dopo quindici giorni di proiezione, il film aveva già coperto le spese del produttore. IMDb riporta un incasso negli Stati Uniti di 19.571.000 dollari di allora, più altri 8.000.000 di dollari derivanti dal noleggio. Alla fine della stagione cinematografica 1959-1960 risultò il maggior incasso dell'annata in Italia con 2.271.000.000 di lire dell'epoca d'introito. La prima romana del film si svolse al cinema Fiamma il 3 febbraio 1960 e fu riservata a un gala a inviti.
L'origine del titolo del film è poco nota al grande pubblico: l'espressione "La dolce vita" fu coniata dal giornalista, scrittore, drammaturgo e sceneggiatore Arnaldo Fraccaroli, che la usò nel titolo di una sua commedia, La dolce vita appunto, titolo che Fellini ha poi riutilizzato rendendolo famoso. Da notare che nel 1912, anno di uscita della commedia di Fraccaroli, il boom economico e la gioia conseguente alla fine della Seconda guerra mondiale (le due facce della medaglia a cui generalmente si pensa quando, per influsso del film di Fellini, ancora oggi si usa l'espressione "La dolce vita") erano ancora di là da venire. Al riguardo, c’è un aneddoto divertente: dopo l’uscita del film, il critico cinematografico Tullio Kezich ha commentato che «Fraccaroli non protestò solo perché era già morto» e si diceva di Fraccaroli che fosse un cronista che sapeva «fotografare con le parole».
Il cognome di uno dei personaggi del film, Paparazzo, ha dato origine al nome comune paparazzo, con cui si indicano a livello internazionale i fotografi particolarmente invadenti e indiscreti.

## Trama
Marcello Rubini è un giornalista specializzato in cronaca mondana, ma coltiva l'ambizione di diventare un romanziere. Il film, ambientato a Roma, lo segue attraverso una serie di episodi - di cui egli, grazie anche al suo lavoro, è protagonista o testimone privilegiato - che offrono una rappresentazione di vari aspetti della vita apparentemente gratificante del jet set della città, con i suoi riti, le sue nevrosi e i suoi drammi.
Due elicotteri sorvolano la città: uno trasporta una statua del Cristo, mentre sull'altro, utilizzato dagli operatori dell’informazione al seguito, si trova Marcello col fotoreporter Paparazzo. I due velivoli sorvolano a bassa quota una terrazza dove stanno prendendo il sole alcune ragazze in costume da bagno; i reporter tentano un approccio a distanza con le ragazze, che cercano di chiedere loro dove sia destinata la statua: il rumore dell'elicottero però copre le loro voci (solo alla fine, con il velivolo ormai in allontanamento, una delle ragazze comprende che la destinazione del Cristo è il Vaticano). Marcello chiede il numero di telefono alle giovani che, pur divertite, non lo accontentano. Il volo degli elicotteri termina su piazza San Pietro, dove suonano le campane a festa.
Marcello si trova in un ristorante in stile orientale per un servizio su una famiglia regnante. Mentre dà una mancia a uno dei camerieri per farsi rivelare cosa hanno mangiato i principi, Paparazzo, su indicazione di Marcello, inizia a scattare foto a una esponente della nobiltà che si trova in compagnia di un giovane. Le guardie del corpo intervengono allontanando il reporter e intimandogli di consegnare il rullino. Uno degli avventori, seduto a tavola con due donne, riconosce Marcello, e lo invita a raggiungerlo, per poi esortarlo a smetterla di creare scompiglio con la sua attività di giornalista mondano. Nel locale arriva una bella signora, Maddalena: Marcello si offre di accompagnarla e lei accetta. Usciti in strada, i due vengono bersagliati dai flash dei fotoreporter colleghi di Marcello.
La coppia si ferma con l'auto di lei nel centro di Roma, a piazza del Popolo; dopo una chiacchierata, incontra una prostituta, che Maddalena invita a salire in macchina e unirsi a loro per un giro, offrendosi di accompagnarla poi dove abita, in periferia. Una volta arrivati a destinazione, mentre la prostituta è in cucina, Maddalena e Marcello si sdraiano sul letto e hanno un rapporto. La mattina dopo il protettore della prostituta è in sosta davanti al palazzo dove questa abita per ricevere la sua quota del guadagno; Marcello e Maddalena se ne vanno in macchina dopo aver pagato la donna per averli ospitati. Nel frattempo Emma, fidanzata depressa di Marcello (in quanto ben conscia dei suoi continui tradimenti), lo sta aspettando a casa. Poiché non è rientrato, Emma, intuendo che abbia passato la notte con un'altra donna, ingerisce delle pasticche e perde conoscenza. Marcello, sopraggiunto, la porta al pronto soccorso, dove viene salvata.
Marcello viene successivamente incaricato di seguire l'attrice Sylvia, famosa stella del cinema americano, attesa a Roma. Portatala in un locale frequentato da turisti stranieri, inizia a farle delle avances. Un po’ su di giri, Sylvia inizia a passeggiare per le vie di Roma seguita da Marcello, e quando vede la Fontana di Trevi entra in acqua vestita, accennando una danza. Marcello, dopo un attimo di esitazione, la segue nella fontana, anche lui con i vestiti addosso, dichiarandole il suo amore. Quando la riaccompagna in hotel incontra il fidanzato di lei, che prima schiaffeggia Sylvia e quindi lo affronta, stendendolo con un pugno: il tutto davanti ai fotografi, che immortalano la scena.
Marcello va poi al quartiere romano dell’Eur per un servizio fotografico, quando davanti a una chiesa scorge un vecchio amico, lo scrittore Enrico Steiner, il quale gli chiede come stia procedendo il suo libro, lo invita a cena e, prima che se ne vada, lo trattiene perché rimanga ad ascoltarlo mentre suona l'organo in chiesa. Intanto una grande folla si accalca intorno a due bambini che dicono di aver visto la Vergine Maria in un prato fuori città. Marcello accorre per poter scrivere un articolo in proposito, ma la sua attenzione è distolta dalla fidanzata Emma. Sopraggiunta la sera, inizia un forte temporale e si crea un parapiglia in mezzo alla folla quando alcuni degli astanti iniziano a contendersi a forza le fronde dell'albero vicino al quale vi sarebbe stata l’apparizione. Tra la folla c'è anche Emma, che riesce a impossessarsi di un ramo, sperando in un aiuto dall’Alto affinché Marcello finalmente la sposi o almeno le dimostri più attenzione come era all’inizio del loro rapporto.
Marcello ed Emma vanno quindi a casa di Steiner per trascorrervi la serata in compagnia di un gruppo di eccentrici esponenti del mondo della cultura. Qui Marcello conosce la famiglia dello scrittore, compresi i due figli, ancora bambini. Steiner prospetta a Marcello l'opportunità di presentargli un editore, così che possa dedicarsi a quello che più gli piace e non si debba più occupare di cronaca scandalistica. Marcello è in una trattoria sul mare, unico avventore presente, intento a scrivere un pezzo a macchina; non riuscendo però a concentrarsi a causa della musica del jukebox, se ne lamenta con la cameriera adolescente che sta apparecchiando i tavoli, con la quale attacca subito discorso: si chiama Paola, è originaria dell'Umbria, e le piacerebbe, afferma, imparare a scrivere a macchina per fare la dattilografa. Marcello prova simpatia per la giovane ed è colpito dalla semplicità delle sue aspirazioni. Al contempo, ne loda la bellezza angelicata, che paragona a quella dei putti delle chiese umbre, e le chiede se ha un fidanzato. La ragazza timidamente si schermisce, poco convinta della fondatezza dei complimenti, ma è a sua volta colpita dalla gentilezza del singolare avventore del ristorante.
Egli viene poi avvisato da Paparazzo che è venuto a cercarlo il suo anziano padre: l'incontro avviene in un caffè all'aperto nel centro di Roma, in via Veneto, da dove essi decidono di spostarsi in un night, dove incontrano Fanny, una ballerina francese. Dopo avere bevuto, Marcello, il padre, Paparazzo e Fanny escono dal locale insieme a due ballerine; Paparazzo e Marcello restano con loro, mentre il padre di Marcello è invitato da Fanny a recarsi nel suo appartamento. Poco dopo, questa è però costretta a chiamare Marcello, avvertendolo che suo padre si è sentito male. Dopo essersi ripreso, questi dichiara, con aria assorta e desolata, che intende tornare a casa a Cesena con il primo treno disponibile, nonostante le insistenze di Marcello, che vorrebbe farlo rimanere ancora con lui.

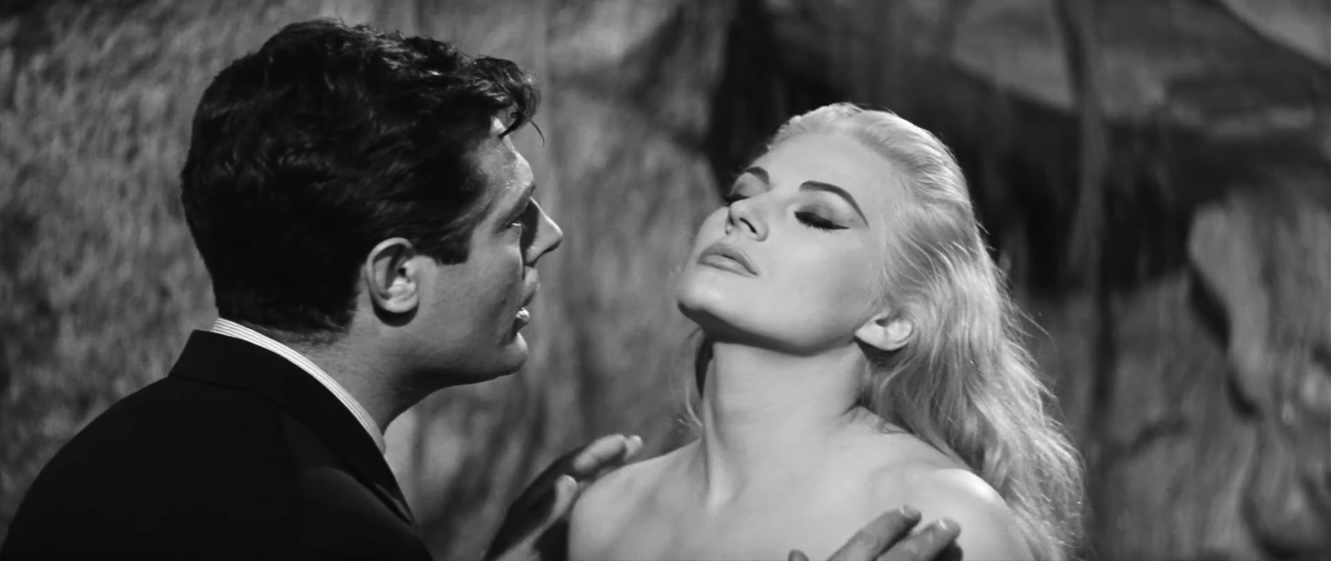
Marcello Rubini (Marcello Mastroianni) e Sylvia (Anita Ekberg) nella famosa scena della Fontana di Trevi

In un castello fuori città si sta svolgendo una festa dell'alta società, organizzata da una famiglia della nobiltà romana. All’evento Marcello incontra Maddalena, che lo fa sedere al centro di una stanza isolata, per poi spostarsi, sola, in un'altra sala da dove, in un gioco di echi, inizia una suggestiva comunicazione con lui, senza contatto visivo, durante la quale ella gli dichiara il suo amore. Mentre Marcello risponde alla donna con parole appassionate, nella sala dove questa era rimasta nascosta sopraggiunge un altro invitato, che inizia a baciarla, venendo ricambiato. Non ricevendo più risposta, Marcello la cerca invano, per poi unirsi ad altri ospiti, interessati ad andare ad esplorare una vecchia dimora abbandonata antistante il castello. Lì, mentre alcuni di loro sono impegnati in una seduta spiritica, Marcello prova inutilmente a sedurre una sconosciuta dal mantello bianco, salvo poi essere sedotto da un'altra ospite.
Marcello ed Emma sono fermi in macchina, intenti a litigare. Marcello, esasperato, esorta Emma a lasciarlo, avendo loro due una visione totalmente opposta del mondo e della vita, ma la donna rifiuta di farlo; lui allora la fa scendere a forza e si allontana velocemente in auto, lasciandola sul posto. Diverse ore dopo, preso da scrupoli, torna indietro, e trova Emma ancora lì, intenta a cogliere fiori al bordo della strada: Marcello la fa risalire in auto, senza dire una parola, e tornano insieme a casa. Una volta arrivati, Marcello riceve la notizia che Steiner ha ucciso i suoi due figli e si è poi tolto la vita. Raggiunto l'appartamento dello scrittore, la polizia lo fa entrare, dato il rapporto che aveva con lui e la sua famiglia. Il palazzo è assediato dai fotografi. Marcello, con un brigadiere della polizia, va incontro alla moglie di Steiner alla fermata dell'autobus per darle la terribile notizia.
Un'altra festa cui partecipa Marcello si svolge in una villa sul mare del litorale romano, in un clima sospeso di attesa di un qualche segnale di inizio di una possibile orgia, sperata e al contempo temuta dai presenti. La festa si conclude con un accenno di spogliarello di Nadia, moglie del padrone di casa. Sulla spiaggia antistante la villa, all'alba, viene trovato da dei pescatori un enorme pesce morto. Marcello e i suoi amici, reduci da una nottata insonne, vanno a riva a curiosare. Marcello sente poi qualcuno che cerca di richiamare la sua attenzione da lontano gridando ripetutamente «Ehi!» e agitando le braccia: è Paola, la ragazza umbra da lui conosciuta tempo addietro nella trattoria sul mare, che gli appare sulla spiaggia, non molto distante da lui, al di là di un fiumiciattolo. Marcello si volta verso di lei, cercando di comunicare da dov’è, senza risolversi ad andarle incontro, ma a causa del frangersi delle onde non riesce a sentirne le parole. Ella tenta allora di fargli capire a gesti qualcosa che le è successo e di cui appare essere molto contenta. Marcello fa segno di non aver ancora capito; poi, con la mano alzata, l’aria assorta e al contempo desolata, le manda da lontano un cenno di addio, andando a raggiungere gli amici, nel frattempo incamminatisi lungo la battigia. La giovane, sorridendo, con un’espressione che trascorre in un attimo dal rimpianto, alla comprensione, alla dolcezza beneaugurante, lo accompagna con gli occhi mentre si allontana.

## Produzione

### Sviluppo
La dolce vita, film di produzione italo-francese, fu girato tra la primavera e l'estate del 1959.
Inizialmente, il produttore de La dolce vita fu Dino De Laurentiis, che anticipò 70 milioni di lire. Ci furono però dei contrasti con Fellini che portarono a una rottura; infatti, mentre il regista voleva il giovane emergente Mastroianni come protagonista, il produttore preferiva Paul Newman o Gérard Philipe, per assicurarsi il favore del mercato internazionale. Il regista dovette quindi cercare un altro produttore, che facesse fronte anche alla restituzione dell'anticipo che era stato versato da De Laurentiis. Dopo varie trattative, furono Angelo Rizzoli e Giuseppe Amato a diventare i nuovi produttori della pellicola.
Il rapporto tra Fellini e Rizzoli fu disteso e improntato a cordialità, nonostante il budget venisse sforato (peraltro in misura non molto rilevante). Uno dei costi più consistenti sostenuti nella produzione fu quello per la ricostruzione in studio di via Veneto (in piano). La costosa ricostruzione sarà riutilizzata l'anno successivo in un cosiddetto film di recupero, Totò, Peppino e... la dolce vita del 1961. Il critico Tullio Kezich (autore di un efficace diario della lavorazione del film) riporta che secondo fonti ufficiali il film non costò più di 540 milioni, una cifra non esagerata per una produzione ambiziosa come quella de La dolce vita.

### Sceneggiatura
La sceneggiatura fu curata da Fellini, Tullio Pinelli ed Ennio Flaiano. Uno dei motivi della rottura tra De Laurentiis e Fellini fu proprio la sceneggiatura, ritenuta troppo caotica dal produttore. Il copione, provvisorio come spesso accadeva alle produzioni di Fellini, subisce notevoli metamorfosi in corso d'opera, spesso rimodellandosi intorno ai personaggi e alle situazioni. Due scene (assenti dalla sceneggiatura originale) vengono completamente "improvvisate": la festa dei nobili al castello, girata nel palazzo Giustiniani-Odescalchi di Bassano Romano (all'epoca Bassano di Sutri) in provincia di Viterbo, e il “miracolo" al quale dichiarano di aver assistito i due bambini, con concorso di una folla di fedeli, di appartenenti alle forze dell'ordine e di militari.
Tullio Kezich racconta che Fellini era contrario alla pubblicazione della sceneggiatura perché del copione originale rimase ben poco; Fellini affermò che infatti il film avrebbe trovato la sua fisionomia soltanto sullo schermo. Si lasciò convincere con l'osservazione che la sceneggiatura sarebbe stata indubbiamente interessante perché avrebbe mostrato la base da cui il regista era partito.

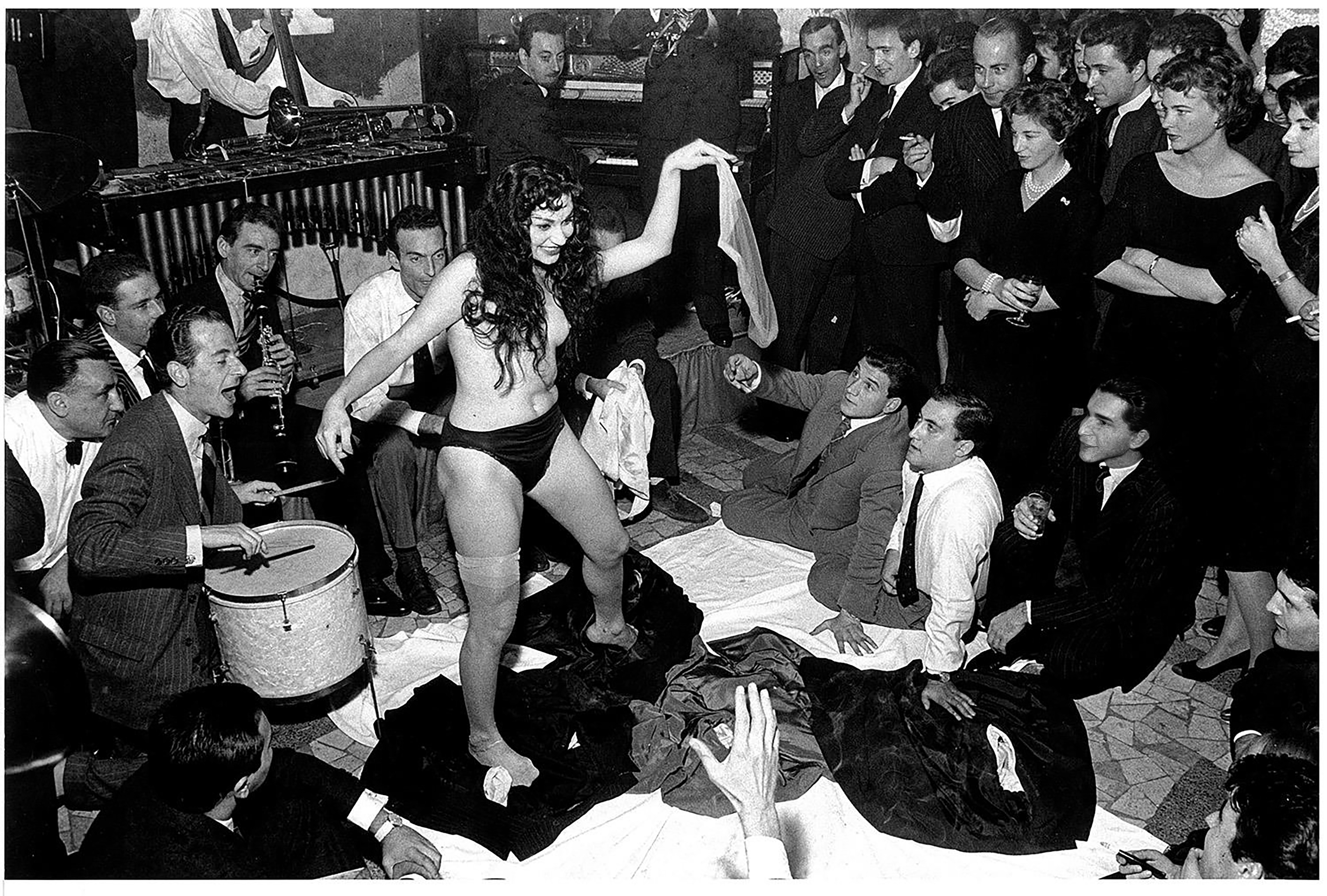
Lo spogliarello del 1958 della turca Aiche Nanà al Rugantino di Trastevere, che ispirò a Federico Fellini una famosa e discussa scena del film La dolce vita. Fotografia di Tazio Secchiaroli.

Fellini prese molti spunti dai servizi del reporter Tazio Secchiaroli e lo stesso personaggio di Paparazzo fu ispirato al reporter romano. Altro esempio è l'episodio del falso miracolo, che fu ispirato da un servizio del reporter romano del giugno 1958: l'oggetto del servizio era l'apparizione a due bambini della Madonna in una località a pochi chilometri da Terni. Secchiaroli partecipò alle riprese della scena del falso miracolo e disse che l'atmosfera dell'episodio nel film era come quella che vide il fotografo una volta arrivato nella piccola località umbra.
Nel film non sono stati inclusi due episodi previsti nella sceneggiatura: uno avrebbe avuto l'ambientazione a una festa su motoscafi a Ischia. Questo episodio si concludeva tragicamente, con la morte di una ragazza arsa viva in mare, a causa della perdita di nafta da uno dei motoscafi. L'altro episodio rimasto inedito vedeva il protagonista Marcello che fa leggere il suo romanzo alla scrittrice Dolores. L'episodio di Dolores fu tagliato poiché Fellini lo ritenne un doppione del personaggio di Steiner: Marcello avrebbe fatto leggere il suo romanzo all'amico letterato e il personaggio della scrittrice sarà contenuto implicitamente nella sequenza di casa Steiner. A convincere Fellini di questo taglio alla sceneggiatura furono le difficoltà del contratto con Luise Rainer, che doveva interpretare Dolores. Il "picnic nautico", come veniva chiamato dal regista, fu accantonato già prima dell'inizio delle riprese del film (infatti non era presente nemmeno nella sceneggiatura distribuita alla troupe) nonostante l'idea piacesse molto a Fellini, che contava anche sull'amore del produttore Rizzoli per Ischia; il regista però non voleva girare un nuovo episodio molto costoso avendo già sforato il budget concessogli da Rizzoli, al quale però non dispiaceva l'idea e non si era mai opposto esplicitamente. Fellini considerò infine l'episodio come non più essenziale; inoltre la sequenza includeva una ragazza che brucia nella nafta e questo episodio drammatico, secondo il regista, avrebbe scaricato nella prima metà del film la tragicità della fine di Steiner, rivelandosi quindi una "nota anticipata", come la definì lo stesso Fellini.
Fu girato anche un finale alternativo in cui Marcello, all'uscita della villa dell'orgia, viene lasciato solo e ubriaco dagli altri partecipanti alla festa. Se Fellini avesse montato questo finale, avrebbe dovuto tagliare l'incontro tra Marcello e Paola, che non avrebbe avuto più significato.

### Cast

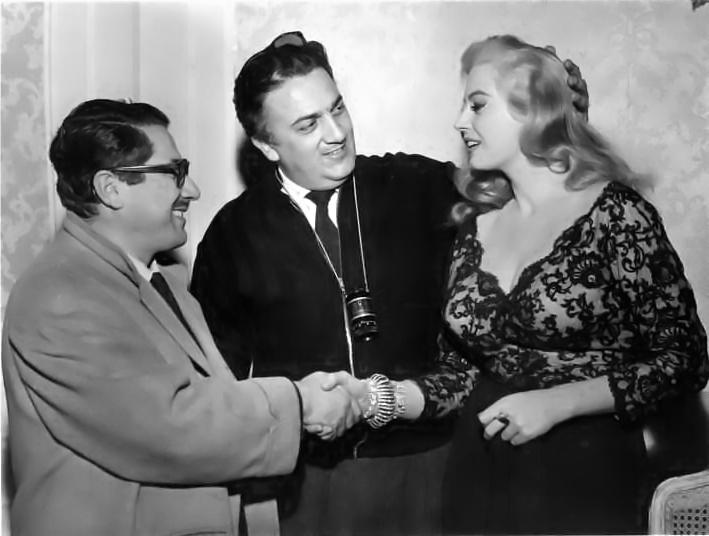
Ennio Flaiano, Fellini e Anita Ekberg in una pausa durante le riprese

Dino De Laurentiis voleva come protagonista un famoso attore statunitense o francese, come Paul Newman o Gérard Philipe, per garantire con la sua sola presenza il mercato internazionale. Secondo quanto si dice, Newman sarebbe stato desideroso di partecipare, ma Fellini voleva invece un attore italiano per la parte di protagonista. La rottura tra Fellini e De Laurentiis avvenne proprio sul nome di Marcello Mastroianni: a differenza di Fellini, De Laurentiis non lo riteneva adatto per la parte.
Altra scelta di Fellini fu quella di ingaggiare Anita Ekberg per la parte di Sylvia.
I vari spostamenti di date portarono l'abbandono da parte di molti attori, specie americani, che dovevano partecipare al film e su cui Fellini contava molto. Tra questi vi era il francese Maurice Chevalier, quest'ultimo doveva interpretare il padre del protagonista Marcello, la cui parte fu poi affidata da Fellini, dopo aver esitato su molti nomi, ad Annibale Ninchi, che impressionò positivamente anche Mastroianni, il quale lo vide molto credibile nel ruolo di suo padre.
Il personaggio di Steiner fu affidato ad Alain Cuny dopo che furono considerati una cinquantina di attori per la parte. Steiner doveva essere interpretato da Henry Fonda, ma l'attore abbandonò, facendo dispiacere Fellini che considerava l'attore come il più tagliato per la parte; il regista pensò anche a Peter Ustinov. La scelta ricadde infine su Cuny e Enrico Maria Salerno; il regista invitò Pasolini a presiedere alla proiezione, e lo scrittore espresse parere favorevole per il più maturo Cuny, che fu poi l'attore selezionato da Fellini per la parte.
Il cast doveva includere anche Luise Rainer nella parte della scrittrice Dolores, ma l'episodio fu poi tagliato sia per motivi di sceneggiatura sia per il difficile rapporto che si creò tra Fellini e l'attrice. La Rainer non concordava con le varie ambientazioni proposte da Fellini per la residenza del personaggio di Dolores e la vicenda, a detta di Tullio Kezich, logorò il rapporto tra il regista e la Rainer; quando sorsero difficoltà col contratto con l'attrice, Fellini decise di cassare definitivamente l'episodio.
Per la parte di Emma furono fatti molti nomi e provini. Gina Lollobrigida dichiarò che le venne proposta la parte e che lei avrebbe accettato volentieri, ma che il marito, per gelosia, nascose il copione che la produzione le inviò, e dunque la proposta cadde nel vuoto per via della mancata risposta da parte della Lollobrigida, che a sua volta pensava che la produzione avesse cambiato idea. Anche l'attrice e cantante napoletana Angela Luce fu testata. Il regista voleva dare - secondo Kezich - un peso di volgarità e carnalità esplicite, ma poi si orientò sull'attrice francese Yvonne Furneaux, contro il parere di molti suoi collaboratori.
Fellini non riuscì ad avere né Silvana Mangano o Edwige Feuillère per la parte di Maddalena, né Greer Garson per la parte di Nadia.
Nel film compaiono anche alcuni giovani artisti destinati ad una brillante carriera: Laura Betti in un ruolo vagamente autobiografico, la modella e cantante Nico (Christa Päffgen) e un giovanissimo Adriano Celentano impegnato nell'esecuzione del brano Ready Teddy di Little Richard, ma composto da altri autori.

### Riprese

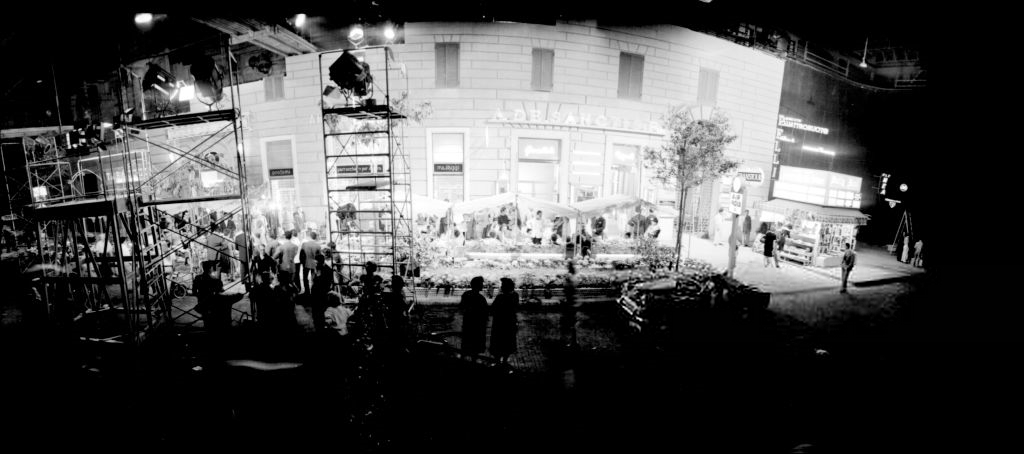
La via Vittorio Veneto ricostruita nel Teatro 5 di Cinecittà

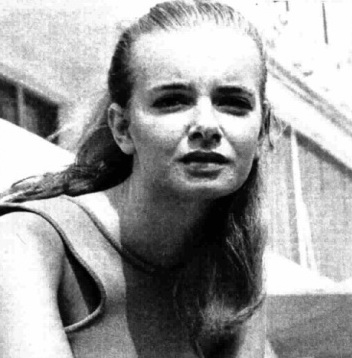
Valeria Ciangottini, nella scena finale, sullo sfondo della spiaggia di Passoscuro

- Tullio Kezich riporta che le riprese iniziarono a Cinecittà il 16 marzo 1959 alle ore 11:35 dirette dall'aiuto regista Gianfranco Mingozzi.
- La scena della salita per la stretta scala all'interno della cupola di San Pietro, fu ricostruita nel Teatro 14 di Cinecittà.[43]
- Gran parte delle scene furono girate in studios cinematografici;[11] furono allestiti circa 80 set[44]. In alcuni casi si dovette procedere alla creazione di una ricostruzione fedele, come la scena di via Vittorio Veneto (ricostruite nel Teatro 5 di Cinecittà[45]) o il menzionato interno della cupola di San Pietro.[44]
- L'esterno della casa della prostituta è stato girato a Tor de' Schiavi nel quartiere Centocelle, mentre l'interno è stato ricostruito nella piscina di Cinecittà.[46]
- La scena dei bambini veggenti fu girata nell'allora campagna di Bagni di Tivoli.
- La casa di Emma è stata girata in un sotterraneo dell'EUR.[47]
- Il posto di pronto soccorso, dove viene ricoverata Emma nel suo tentativo suicida, è un sotterraneo del Palazzo dei Congressi all'EUR.
- Il ballo dei nobili è stato girato a Bassano di Sutri, al Palazzo Giustiniani-Odescalchi.[48]
- La casa dello scrittore Steiner è situata nella finzione al quartiere dell'EUR, come testimoniato da una panoramica che si scorge dal soggiorno, con il caratteristico Fungo, invero uno sfondo scenico con gigantografia. Per motivi pratici gli esterni furono girati nella piazza antistante la basilica di San Giovanni Bosco, a pochi passi dagli studi di Cinecittà. Gli edifici, appena completati all'epoca delle riprese, erano stati progettati, come il quartiere EUR, sullo stile razionalista.
- L'esterno della chiesa è la basilica menzionata mentre l'interno fu girato nell'edificio dei SS. Martiri Canadesi, in viale Giovanni Battista De Rossi, nel quale Steiner interpreta all'organo la celebre toccata e fuga in Re minore di Bach.
- Dopo aver visitato una ventina di locazioni a Fregene dove ambientare la celebre scena dello spogliarello, Fellini decise che anche questa scena dovesse essere ricostruita da Gherardi, il quale a sua volta si ispirò a una casa popolare vista in precedenza ai Bagni di Tivoli.[49]
- Le riprese in esterno furono eseguite a partire da Ferragosto nella pineta di Fregene e la scena finale, presso Passoscuro, località a 30 chilometri a nord di Roma, scena del rinvenimento della razza. Sul set furono piantati dei pini.[50] Nella stessa località era stata filmata la scena della trattoria con l'incontro tra Marcello e Paola.[36]

Gli attori recitavano ciascuno nella propria lingua madre, contribuendo, secondo Kezich, che assisté alla lavorazione della pellicola, al clima pittoresco delle riprese.
Durante le riprese della celebre scena nella Fontana di Trevi, Anita Ekberg afferma di non aver avuto problemi a restare bagnata per ore, mentre Mastroianni, d'accordo con Fellini, si premunì indossando una muta da sub sotto lo smoking e riscaldandosi con una bottiglia di vodka prima di girare. In un suo articolo la BBC afferma che la scena fu girata una sera di marzo, sebbene l'attrice Anita Ekberg affermi in un'intervista, riportata negli extra della versione in DVD che la scena fu girata in gennaio.
Le riprese terminano nell'agosto 1959. In sei mesi furono girati circa 92.000 metri di pellicola, che nell'edizione definitiva vengono ridotti a 5.000. Ne furono montate 4 ore poi ridotte a 3 con dei tagli.

## Promozione
In Italia, la realizzazione dei manifesti e delle locandine fu affidata, nel 1959, ai pittori cartellonisti Giorgio Olivetti e Sandro Symeoni.

## Distribuzione

### Edizioni home video
La versione in DVD fu pubblicata dalla Medusa Home Entertainment il 29 gennaio 2003.

## Accoglienza

### Incassi
Il distributore affermò che il film non avrebbe incassato una lira perché troppo pesante per il pubblico, e invece La dolce vita riuscì solo nei primi quindici giorni di proiezione a coprire gli 800 milioni spesi dal produttore. Al successo commerciale della pellicola contribuì l'intensa campagna pubblicitaria e il clima incandescente delle critiche. Secondo Pier Marco De Santi il successo del film è però da attribuire anche al "risveglio del pubblico e della sua intelligenza critica".
Dopo quindici giorni di proiezione il film aveva già coperto le spese del produttore. Dopo tre o quattro settimane era in vista il miliardo di lire e dopo due mesi di programmazione gli incassi superarono il miliardo e mezzo. IMDb riporta un incasso negli Stati Uniti di 19.571.000 dollari di allora, più altri 8.000.000 di dollari derivanti dal noleggio.. Alla fine della stagione cinematografica 1959-60 risultò il maggior incasso dell'annata in Italia con 2.271.000.000 di lire dell'epoca d'introito.
La dolce vita detiene ad oggi il tredicesimo posto nella classifica dei film italiani più visti di sempre con 13 617 148 spettatori paganti.

### Critica
Il film in Italia ebbe un'accoglienza contrastata da parte di pubblico e critica; alla première a Milano Fellini fu sia applaudito che criticato. Nonostante Fellini avesse già vinto due Oscar, con La dolce vita viene conosciuto anche da un pubblico lontano dall'ambiente artistico.
Il dizionario Morandini descrive il film come una rappresentazione della Roma di quegli anni, raccontata come una "Babilonia precristiana" e "una materia da giornale in rotocalco trasfigurata in epica", e il film è un viaggio nel suo disgusto; il Morandini afferma che La dolce vita è uno "spartiacque del cinema italiano" e "un film cerniera" nella carriera di Fellini.
Fabrizio Borin e Carla Mele insistono su "l'inquietudine dei movimenti curiosi" della "mobilissima" cinepresa: essa si muove "accanto, addosso e dentro il cuore degli avvenimenti", mentre alcune volte si "paralizza", quasi a rappresentare le fotografie istantanee dei paparazzi. Nello stesso libro gli autori vedono il protagonista Marcello come un elemento passivo e indeterminante per lo svolgimento della trama; lo sguardo del protagonista muta frequentemente insieme all'osservazione del regista ed è insofferente sia "all'equilibrio realistico" che alla "distorsione compositiva".
Alberto Moravia scrive che Fellini sembra cambiare maniera di rappresentazione a seconda degli argomenti dei vari episodi del film; la gamma di rappresentazioni vanno "dalla caricatura espressiva al più asciutto realismo".
Philip French scrive sul The Observer che al giorno d'oggi il film ormai ha perso la sua capacità di scioccare, ma non quella di affascinare, stimolare e provocare, e rimane un'opera di grande impatto morale e visivo.
Bosley Crowther, nella sua recensione per il The New York Times, scrive che il moderno stile di vita rappresentato da Fellini, allucinante e con stile quasi circense, è il primo a essersi guadagnato l'aggettivo "felliniano".
In un suo intervento del 4 settembre 2008 sul suo giornale on-line, il critico e premio Pulitzer Roger Ebert afferma che alla domanda "Quale sarebbe il tuo film preferito?" egli risponderebbe "La dolce vita", e aggiunge che si tratta di un film che non invecchia mai. Nella sua recensione del 1961 affermò che l'eccellenza tecnica con cui fu fatto il film superava qualsiasi produzione che avesse visto prima, eccetto qualche classico di Ingmar Bergman, e che la fotografia e la colonna sonora hanno la stessa importanza dei dialoghi nel portare l'attacco alla "dolce vita". Questo attacco sarebbe creato anche dal frequente simbolismo, benché esso diventi troppo ovvio per inserirsi nella fluidità della trama; Ebert suppose che proprio il simbolismo molto comprensibile del film ne ha contribuito al successo. In cima alla sua recensione sul sito del Chicago Sun-Times, Ebert fa notare in una nota che adesso considera La dolce vita come uno dei più grandi film che abbia mai visto collocandolo nella sua top ten personale, mentre nella sua recensione del 1961, scritta quando frequentava ancora il secondo anno di college, non rispecchia la sua attuale alta considerazione del film.

Sia Pier Paolo Pasolini, nella sua recensione che fu pubblicata da Filmcritica, sia Italo Calvino su Cinema Nuovo, scrissero che La dolce vita è un film ideologico cattolico. Pasolini disse che La dolce vita si trattava del "più alto e più assoluto prodotto del cattolicesimo" di quegli ultimi anni; Calvino invece non intendeva dare molta importanza all'aspetto ideologico del film. A quest'ultimo piacquero moltissimo molte scene del film, ma disprezzò l'episodio dell'omicidio dei figli di Steiner da parte del padre e il suo seguente suicidio, bollandolo come "di astratta faziosità" e commentando: 
Il film determinò reazioni molto differenziate nell'ambiente cattolico. Nella rivista dei Gesuiti La Civiltà Cattolica si propose un’interpretazione del film non dissimile da quella prima ricordata del regista Pasolini. Il gesuita Angelo Arpa affermò inoltre in radio che La dolce vita era "la più bella predica che avesse ascoltato"; Alain de Benoist apprezzò la definizione di Arpa e disse che "La dolce vita testimonia con estrema sensibilità non il crollo della religiosità, ma della sua facciata ben pensante. Scandaloso non era il film, era ciò che denunciava".
In un suo articolo sulla BBC News, Duncan Kennedy riporta che ne La dolce vita i dialoghi, i personaggi e i soggetti diventano "audaci, impegnativi e avvincenti". Il giornalista scrive che molte scene del film, che definisce "pietra miliare", abbiano cambiato la regia nel cinema; Kennedy scrive che La dolce vita spazzò via il "familiare e stereotipato" modo di fare cinema del periodo post-bellico: furono abbattuti tabù, vecchie idee e metodi.
In Francia, dove a Cannes La dolce vita vinse la Palma d'oro, la stampa mostrò un consenso pressoché generalizzato e parlò del film solo nel merito delle sue caratteristiche e in quanto opera d'arte. Anche nelle critiche negative non si entrò mai nel merito delle questioni di matrice ideologica e morale come invece successe in Italia.

#### Tematiche trattate e analisi
Nel film si possono trovare riferimenti al caso Montesi. Sul The Observer, Philip French scrive che questo caso di cronaca nera ha in parte ispirato il film. Il corpo di Wilma Montesi fu ritrovato sulla spiaggia di Capocotta, sul litorale romano, nel 1953 e nei due anni successivi vennero fuori presunti insabbiamenti politici e un presunto mondo di droga e orge che avrebbe coinvolto celebrità, criminali e politici. La creatura marina ritrovata sulla spiaggia nelle sequenze finali del film sembra evocare proprio l'omicidio della Montesi. Anche secondo la storica statunitense Karen Pinkus la creatura arenata rappresenta in modo simbolico Wilma Montesi. Secondo la Pinkus, l'intero film contiene riferimenti al caso; anche la figura dei paparazzi è stata ispirata da quella dei cronisti che si occuparono dell'omicidio.
Alcuni studiosi di Fellini hanno suggerito invece un'interpretazione religiosa della sequenza della creatura marina paragonandola con Cristo. Nell'arte paleocristiana Gesù era rappresentato con un pesce e uno dei pescatori che ritrova l'animale afferma che il pesce deve essere morto da tre giorni, inoltre, in una delle ultime battute del protagonista, afferma che la creatura lo guarda senza comunicargli alcunché; questa scena collimerebbe quindi con la sequenza iniziale, anch'essa a tema religioso, che mostra l'elicottero con a bordo Marcello che ne segue un altro che trasporta una statua di Cristo al Vaticano, sia la prima che l'ultima scena è caratterizzata dall'impossibilità di comunicazione fra il protagonista e le proprie interlocutrici, l'ultima, addirittura è persino divisa da un rigagnolo che va gettandosi nel mare, simbolo che indica il definitivo isolamento tra il materiale e lo spirituale.
Padre Nazareno Taddei, in una recensione pubblicata nell'autorevole rivista gesuita La Civiltà Cattolica, considerò la ragazza bionda nella scena finale che alla spiaggia chiama Marcello, che non la riconosce e si allontana, come una impersonificazione della grazia. Manifestò un'opinione simile anche Pier Paolo Pasolini e lo stesso Fellini durante un colloquio con il sacerdote che, dopo la pubblicazione della suddetta recensione, subì una sorta di esilio per due anni.
La dolce vita servirà nel 1963 come pietra di paragone per comprendere l'ambiente di aristocratici, politici, prostitute e personaggi dello show business che furono coinvolti nello Scandalo Profumo.
Roger Ebert afferma nella sua recensione del 1961 che il simbolismo del film contribuì al suo successo perché "tangibile", cioè più comprensibile agli spettatori comuni dei cinema. Soprattutto nelle due scene finali, ovvero il ritrovo del mostro marino e la giovane ragazza che chiama Marcello il quale non la riconosce, il simbolismo traspare quasi in superficie.
Philip French scrive che La dolce vita è una "satira in grande scala" e un'efficace metafora visiva il cui bersaglio è una società empia che è divenuta quasi una specie di inferno, e infatti nel film vi sono riferimenti a Dante Alighieri. Questa società è stata anche comparata - giustamente secondo French - con la moribonda Europa post-bellica della prima guerra mondiale presentata nell'opera di T. S. Eliot La terra desolata. Per estendere la metafora di questa società ad altri paesi, le celebrità viste nel film provengono da varie nazioni straniere.

## Censura

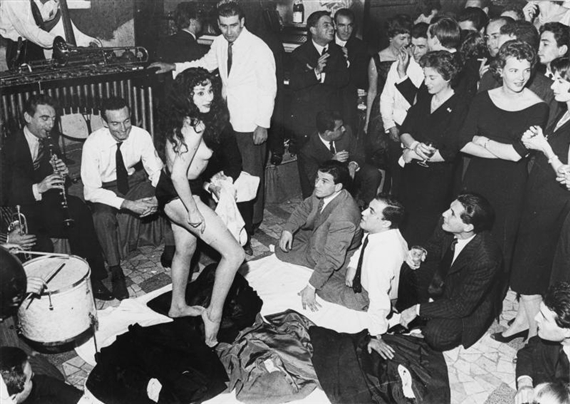
Lo spogliarello del 1958 della ballerina Aïché Nana al Rugantino, in via Veneto, che ispirò a Federico Fellini una famosa e discussa scena del film

La prima nazionale del film ebbe luogo al cinema Capitol a Milano il 5 febbraio 1960. Il film fu fischiato; Fellini fu fermato da una donna che lo accusò di consegnare il paese in mano ai bolscevichi e fu oggetto di sputi in quanto detrattore della borghesia e dell'aristocrazia. Anche Mastroianni fu offeso. Si raccontò che la pellicola fosse stata sequestrata per motivi di ordine pubblico. Jean Toschi Marazzani Visconti, cugina di Luchino Visconti, era presente all'anteprima milanese e afferma che "Fischi e insulti di quella sera fecero più notizia degli applausi. Nell'ipotesi del sequestro, già la mattina dopo, al Capitol, c'era la fila alla cassa. Fascino del proibito". Fellini ricevette in un solo giorno a Milano 400 telegrammi che lo accusavano di essere comunista, traditore ed ateo. Dino De Laurentiis definì il film come "incoerente, falso e pessimista", e predisse che si sarebbe rivelato una calamità.
Il mondo cattolico si divise e le discussioni interne ad esso ebbero risalto nazionale. Il fronte contrario era ampio: su L'Osservatore Romano comparvero due articoli dal titolo "La sconcia vita" e "Basta!" che criticavano il film e si dicevano essere stati scritti da Oscar Luigi Scalfaro. La Democrazia Cristiana attaccò il film. Fellini fu disapprovato dal Vaticano e vi furono incitamenti ai fedeli affinché pregassero per l'anima del regista. In particolare a Padova, nella basilica di Sant'Antonio, campeggiava la scritta Preghiamo per il peccatore Fellini.
A favore del film si schierarono, invece, i gesuiti La posizione più nota in questo senso fu quella di padre Angelo Arpa, studioso di cinema, il quale aveva espresso apprezzamento per la pellicola in una trasmissione radiofonica. Padre Arpa, amico personale di Fellini, convinse l'arcivescovo di Genova cardinale Giuseppe Siri, presidente dei vescovi italiani, a visionare il film in proiezione privata per convincerlo a non condannare l'opera. Finita la proiezione, Siri disse che avrebbe fatto vedere il film ai seminaristi genovesi e scrisse una lettera di apprezzamento a Fellini. Arpa riferì il giudizio di Siri a padre Albino Galletto, direttore del Centro Cattolico Cinematografico, che aveva la responsabilità di indicare ai fedeli se il film fosse vietato a tutti o solo ai minorenni. Arpa suggerì di permetterlo agli adulti con riserva, ma venne vietato a tutti..
Davanti a questi attacchi, la sinistra fece blocco schierandosi a favore del film. I comunisti ne sottolinearono il valore di denuncia, mentre i socialisti lo usarono come tema di alcuni manifesti elettorali in cui erano mostrati degli operai con lo slogan "Loro non fanno la dolce vita". Anche la stampa di centrosinistra apprezzò il film, in particolare l'Espresso. Furono fatte due interrogazioni parlamentari, una alla Camera e una al Senato. Alla Camera i tre deputati democristiani Quintieri, Pennacchini e Negroni chiesero al Presidente del Consiglio e ai ministri dell'Interno e dello Spettacolo se fossero a conoscenza dei fatti della prima di Milano e delle critiche che accusavano il film di "infondere un'ombra calunniosa sulla popolazione romana"; l'interrogazione al Senato fu dello stesso tono. Pier Marco De Santi lo reputa un espediente "sottile e farisaico" per chiedere il ritiro della pellicola. Ad Arenzano il sindaco vietò la riproduzione del film.
D'altra parte, le polemiche contribuirono a pubblicizzare il film spingendo il pubblico ad affluire in massa ai botteghini. Fellini non affermò mai che La dolce vita fosse un documentario dell'epoca e di una classe sociale, anche se ammise che il film fu in parte ispirato da fatti reali. Nella sua intervista a L'Europeo, il regista cercò di difendersi dalle critiche e dichiarò seccamente che lui aveva esposto il problema nel modo più efficace, ma non era suo il compito di trovare una soluzione; quello non sarebbe stato il compito del regista, ma dei "pastori di anime" e dei "riformatori della società".
Alla sua uscita il film fu vietato ai minori di 16 anni. A causare tale restrizione furono soprattutto la breve scena di nudo femminile, il riferimento al suicidio e alcune parolacce per l'epoca ancora inconsuete al cinema.
Il film uscì inizialmente in Francia con il titolo La douceur de vivre.
In Spagna il film fu proibito dalla censura franchista e fu possibile vederlo solo nel 1981, dopo la morte di Francisco Franco (avvenuta nel 1975).

## Influenza culturale

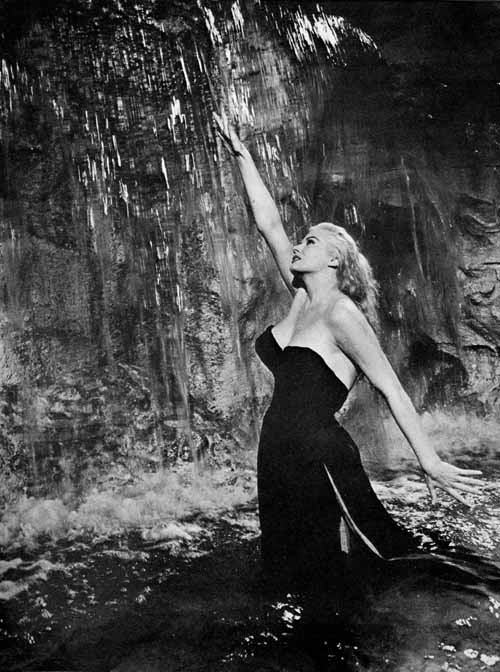
Anita Ekberg nella fontana di Trevi

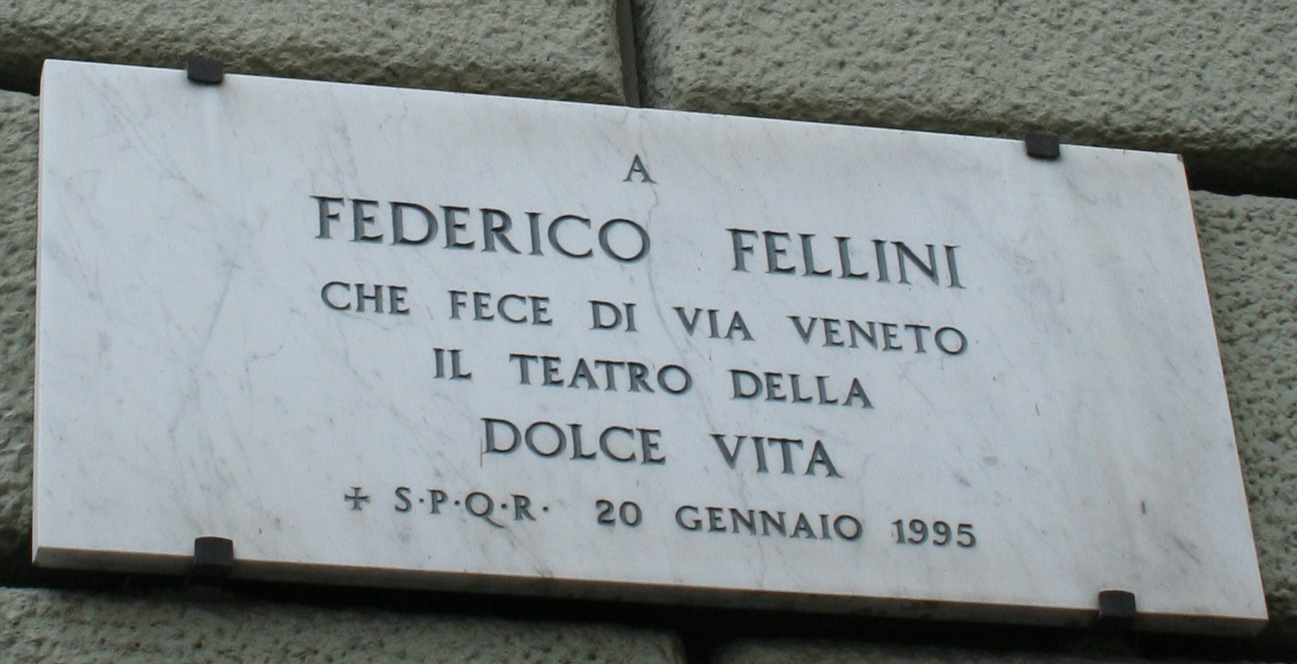
Targa commemorativa in via Vittorio Veneto

Molti film hanno fatto riferimento o si sono ispirati a La dolce vita. Tra questi film vi è Blow-Up di Michelangelo Antonioni, che come il film di Fellini assume qualunque significato che gli voglia dare lo spettatore. In Lost in Translation - L'amore tradotto, i protagonisti guardano in TV la scena della fontana di Trevi sorseggiando sakè; la regista del film Sofia Coppola ha ammesso che La dolce vita ha avuto influenza sul suo film. Donne in amore di Ken Russell è un altro film che deve molto a Fellini. Intervista, dello stesso Fellini, si rifà a La dolce vita: in una scena ambientata a casa di Anita Ekberg, l'attrice, Fellini e Mastroianni vedono la scena della fontana di Trevi proiettata nel salotto della diva. La dolce vita è stato il modello di Woody Allen per la realizzazione del suo film Manhattan, in cui, come spiega il regista, ha usato New York come Fellini usò Roma e il suo personaggio è costruito su quello di Marcello Rubini interpretato da Mastroianni; un altro film di Allen, Celebrity, è un rifacimento de La dolce vita ambientato ancora una volta a New York. Il singolo Dolce vita di Ryan Paris, e reso famoso dalla cover di Gazebo, è proprio ispirato a questo film. Nel 2006 il regista e produttore Michael Lucas ha realizzato un remake pornografico de La dolce vita, ad alto budget e a tematica gay, dal titolo Michael Lucas' La Dolce Vita; denunciato per violazione di diritto di autore e uso improprio di arte commerciale dalla International Media films Inc., un giudice federale ha sentenziato che Michael Lucas non ha violato la legge sul diritto d'autore poiché il film di Fellini è un'opera importante per la cinematografia e quindi di dominio pubblico. Altri riferimenti si trovano in Good Bye, Lenin!, in cui una statua è trasportata in elicottero come la statua di Cristo all'inizio de La dolce vita, e Pulp Fiction di Quentin Tarantino.
Nel romanzo ucronico Dracula Cha cha cha, dello scrittore britannico Kim Newman, lo sfondo delle vicende è la Roma felliniana de La dolce vita; è citata la famosa scena della fontana di Trevi e tra i protagonisti del romanzo figura anche Marcello Rubini.
La dolce vita ha avuto influenze anche sul costume e sul linguaggio. La scena della fontana di Trevi con la Ekberg e Mastroianni è divenuta una scena simbolo del cinema del XX secolo. Il cognome di uno dei personaggi del film, Paparazzo, ha dato origine al nome comune paparazzo, con cui si indicano a livello internazionale i fotografi particolarmente invadenti e indiscreti, soprattutto per conto di giornali scandalistici. Lo stesso titolo del film è diventato un modo di dire di uso comune per definire uno stile di vita ricco e lussuoso, spesso con eccessi come quelli mostrati nella pellicola. Il film ha dato inoltre il nome ad un capo d'abbigliamento, ovvero il maglione a collo alto, detto appunto maglione "dolce vita", come quello indossato da Mastroianni nel film.
Nel film Totò, Fabrizi e i giovani d'oggi, del 1960, quando il cav. Antonio Cocozza, interpretato da Totò, incontra il giovane Carlo D'Amore, pretendente di sua figlia, interpretato da Geronimo Meynier, tra le domande che gli rivolge per capire se è un buon partito, gli chiede anche: "Lei ha visto La dolce vita?".
L'anno successivo ne fu realizzata una parodia con Totò e Peppino De Filippo, intitolata Totò, Peppino e... la dolce vita.
Nel film di Ettore Scola C'eravamo tanto amati, viene ricostruita la scena della Fontana di Trevi con la presenza di Fellini e di Mastroianni nel ruolo di se stessi.
Il film di Paolo Sorrentino La grande bellezza, uscito nel 2013 e vincitore dell'Oscar al miglior film in lingua straniera, riprende molti temi de La dolce vita, tanto che molti ritengono la pellicola di Sorrentino un vero e proprio remake del film di Fellini.
La proiezione de La dolce vita nei paesini siciliani, con la folla che si accalca, è rappresentata sia in Divorzio all'italiana di Pietro Germi che in Nuovo Cinema Paradiso di Giuseppe Tornatore.
La storia principale del fumetto Topolino N°2935 del 28 febbraio 2012 è dedicata a Federico Fellini e si intitola Topolino e il ritorno alla Dolce Vita.

### Musica
Il film è stato anche citato da Bob Dylan nella canzone Motorpsycho Nightmare e da Joni Mitchell nel brano The only joy in Town.
Nel 2010 l'ex calciatore Hidetoshi Nakata ha inciso un brano in lingua giapponese ispirato al capolavoro di Fellini dal titolo 甘い生活
Nel 2014 la cantante gallese Marina and the Diamonds cita il titolo del film nel suo singolo Froot con la frase Living la dolce vita.
Anche nella canzone del 1999 Mi Chico Latino di Geri Halliwell c'è una citazione del film.
Dal film prende nome anche il brano Dolce vita, lanciato da Ryan Paris nel 1983.
Lo stile "dolcevitoso" è esplicitamente citato in una hit svedese del 2004 La Dolce Vita, presentata al Melodifestivalen di quell'anno dal gruppo di drag queen svedesi After Dark.

## Riconoscimenti
- 1962 - Premio Oscar

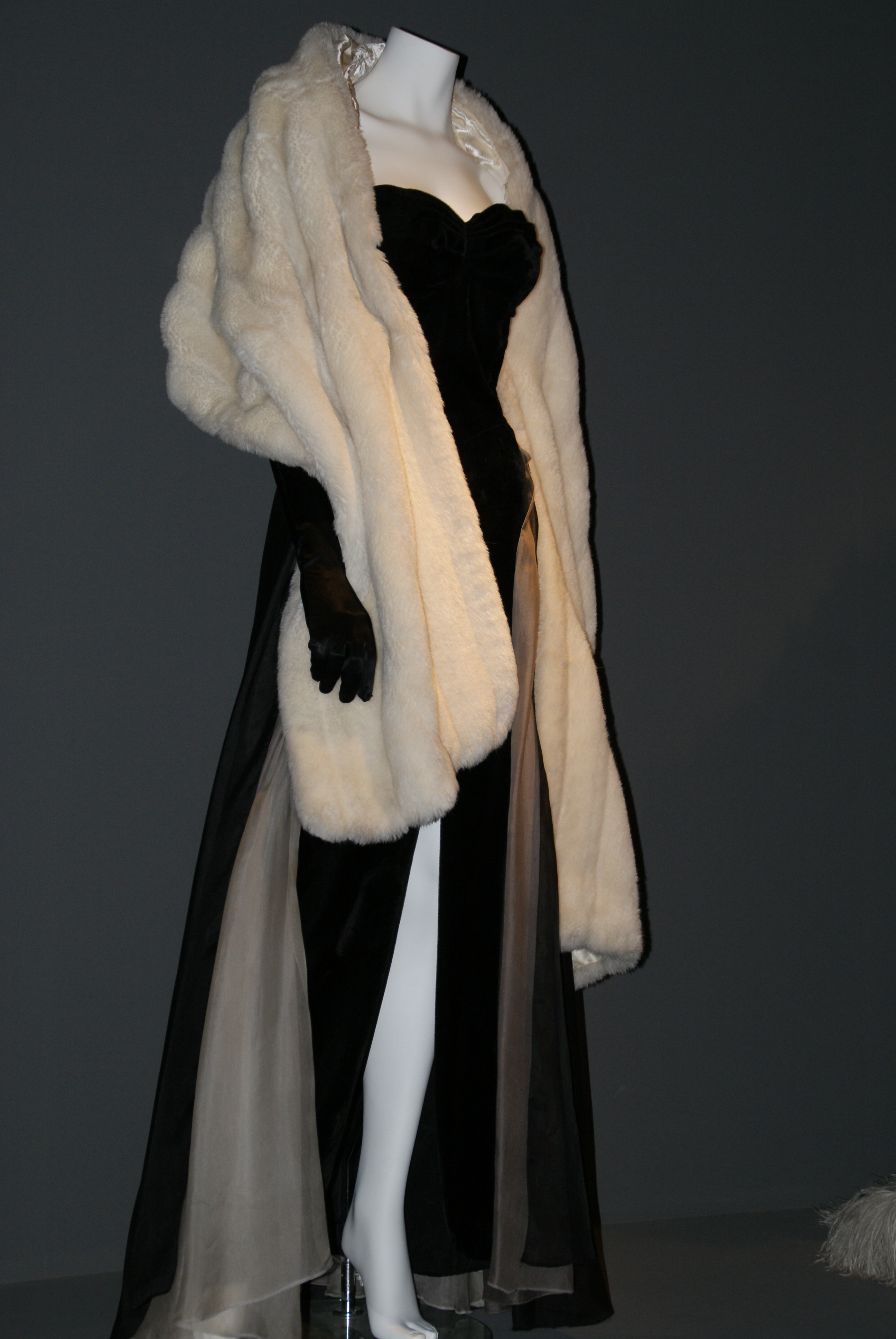
Il costume di Anita Ekberg disegnato da Piero Gherardi, vincitore dell'Oscar ai migliori costumi nel 1962

  - Migliori costumi a Piero Gherardi
  - Candidatura al migliore regia a Federico Fellini
  - Candidatura alla miglior sceneggiatura originale a Federico Fellini, Tullio Pinelli, Ennio Flaiano e Brunello Rondi.
  - Candidatura alla miglior scenografia a Piero Gherardi
- 1961 - BAFTA Awards
  - Candidatura al miglior film a Federico Fellini, Angelo Rizzoli e Giuseppe Amato
- 1960 - Festival di Cannes
  - Palma d'oro a Federico Fellini
- 1960 - David di Donatello
  - Migliore regia a Federico Fellini
- 1961 - Nastro d'argento
  - Miglior attore protagonista a Marcello Mastroianni
  - Migliore scenografia a Piero Gherardi
  - Miglior soggetto originale a Tullio Pinelli, Ennio Flaiano, Federico Fellini e Pier Paolo Pasolini
  - Candidatura Regista del miglior film a Federico Fellini
  - Candidatura Miglior attore non protagonista a Annibale Ninchi
  - Candidatura Miglior produttore a Giuseppe Amato e Angelo Rizzoli
  - Candidatura Migliore sceneggiatura a Federico Fellini, Tullio Pinelli, Ennio Flaiano, Brunello Rondi e Pier Paolo Pasolini
  - Candidatura Miglior colonna sonora a Nino Rota
- 1961 - New York Film Critics Circle Award
  - Miglior film in lingua straniera
- 1962 - Grammy Award
  - Candidatura Miglior colonna sonora a Nino Rota

La rivista Entertainment Weekly mette La dolce vita al sesto posto nella sua classifica dei 100 più grandi film di sempre stilata nel 1999. Il critico Roger Ebert lo inserisce nella sua top ten. La rivista cinematografica Empire, in una classifica redatta coi voti di 10.000 lettori, 150 registi e 50 critici cinematografici, lo posiziona al 55º posto tra i 500 film più belli di sempre.
Il film è stato selezionato tra i 100 film italiani da salvare.

## Restauro
A metà degli anni novanta è stato realizzato un restauro per Mediaset-Cinema Forever con la supervisione di Vincenzo Verzini.
Nel 2010 è stato eseguito un nuovo restauro con la collaborazione di Ennio Guarneri, assistente di Otello Martelli, direttore della fotografia presso il laboratorio L'Immagine Ritrovata (Cineteca di Bologna) in associazione con l'organizzazione The Film Foundation, la Cineteca Nazionale, l'Istituto Luce Cinecittà, le case di produzione Pathé, Paramount, Mediaset, Medusa Film e la fondazione Fondation Jérôme Seydoux-Pathé. Il negativo originale su pellicola Dupont in formato Totalscope (2:35:1) scansionato alla risoluzione di 4K è stata la fonte principale per il restauro. Per alcune parti del film gravemente rovinate dalla muffa è stato scansionato invece il lavander di conservazione (copia di protezione del film). A partire dal negativo ottico in 35mm è stato restaurato invece il suono.